# Amiserica longiflabellata
Amiserica longiflabellata är en skalbaggsart som beskrevs av Ahrens 2004. Amiserica longiflabellata ingår i släktet Amiserica och familjen Melolonthidae. Inga underarter finns listade i Catalogue of Life.